# Direction du génie (Sénégal)
Le Commandement du Génie et Direction de l'Infrastructure des Armées est un commandement unique des deux composantes du Génie (arme et service) mis pour emploi auprès du Chef d’Etat major Général des Armées. 

## Les directeurs du Génie
- Chef de bataillon General de Corps d'Armée Doudou Diop
- Chef de bataillon Mouhamadou Lamine Keita
- Colonel Abdolaye Mbaye
- Colonel Colonel Alassane Ngom
- Colonel Amadou Tidiane Dia
- Colonel Abdou A Gueye
- Lt Colonel Souleymane Sall
- Colonel Ousmane Sarr
- Colonel Ndéne Gueye
- Colonel Saidou Ba
- Colonel Mamadou Mamoudou DIALLO
- Colonel Serigne Baba DIAGANA
- colonel cheikh L B camara